# Noord-Ierse hongerstaking van 1981

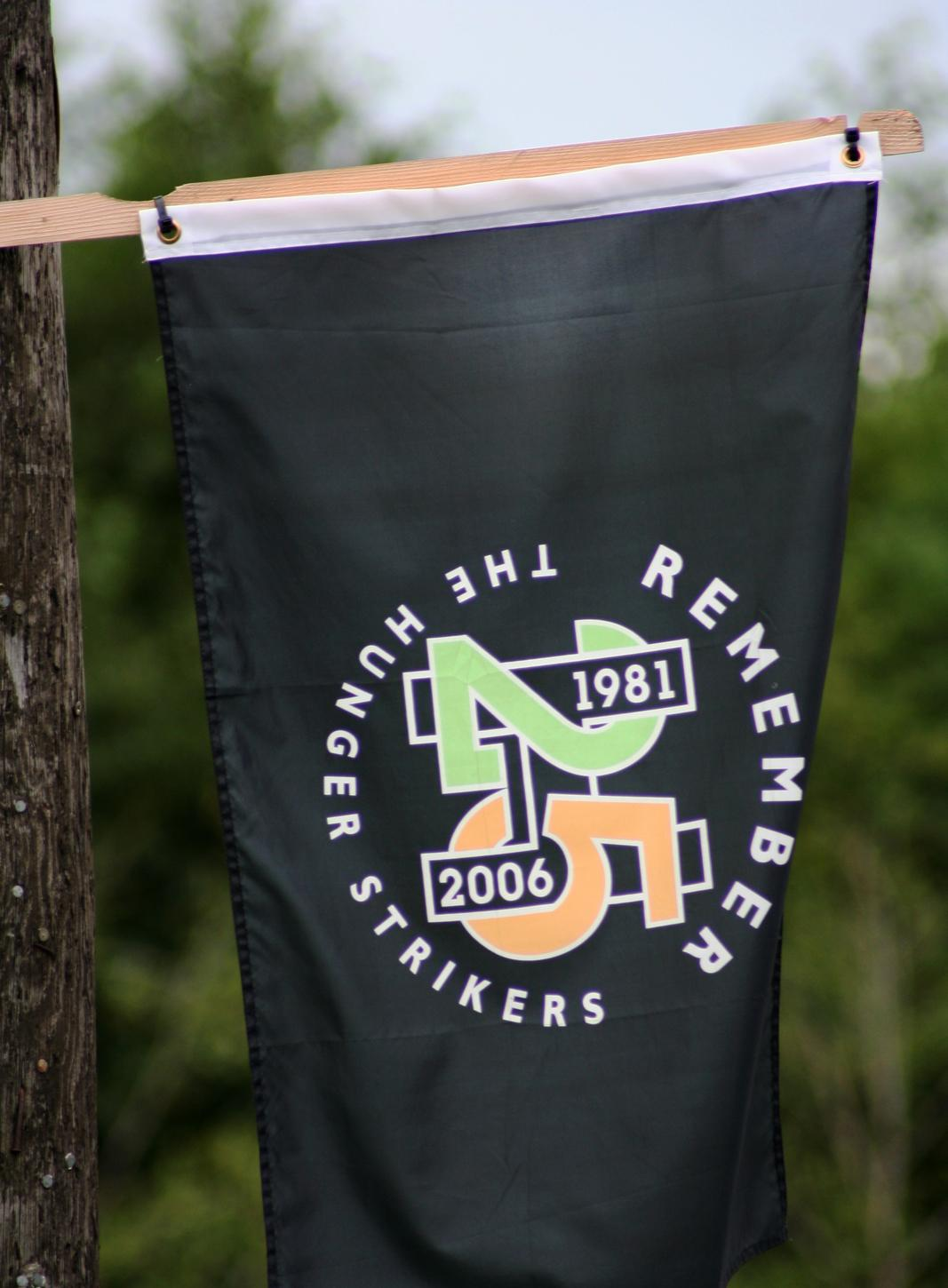
Een vlag ter herinnering aan het 25-jarig jubileum van de hongerstaking.

De  Ierse hongerstaking van 1981 was een grote hongerstaking, waarbij gevangen paramilitaire Ierse republikeinen protesteerden tegen de Britse premier Margaret Thatcher voor het feit dat hen de status van krijgsgevangenen was afgenomen. De hongerstaking kreeg wereldwijd aandacht toen een van de deelnemers, Bobby Sands, werd verkozen tot parlementslid. Nadat 10 van de deelnemers, onder wie Sands, waren gestorven door uithongering, werd de staking afgeblazen.
De hongerstaking leidde tot radicalisatie van de Ierse nationalisten, en was een van de hoofdredenen dat de Sinn Féin een grote politieke partij werd.

## Voorgeschiedenis
Hongerstakingen door republikeinse gevangenen kwamen in Ierland reeds sinds 1917 voor. Bij eerdere hongerstakingen waren reeds 12 mannen om het leven gekomen, onder wie Thomas Ashe, Terence MacSwiney, Seán McCaughey, Michael Gaughan en Frank Stagg.
In juli 1972 leidde een hongerstaking door 40 gevangenen van het Provisional Irish Republican Army ertoe dat paramilitaire gevangenen een speciale status kregen, waardoor ze voortaan als krijgsgevangenen zouden worden behandeld. Vanaf dat moment hoefden gevangenen bijvoorbeeld geen gevangenisuniformen meer te dragen, en werden ze in barakken gehuisvest, hoefden ze geen gevangeniswerk te doen, en hadden ze recht op minimaal 1 bezoek, 1 brief of 1 pakketje per week. In 1976 hief de Britse regering deze status weer op. Dit vormde het begin van een vijf jaar durende reeks van protesten, waarvan de hongerstaking van 1981 de afsluiter was. 
Het begon met het Blanket protest, geleid door Kieran Nugent. Hierbij weigerden gevangenen om weer gevangenisuniformen te gaan dragen, en ze kozen in plaats daarvoor voor geïmproviseerde kledij van lakens of zelfs nudisme.  In 1978 volgde het Dirty protest, waarin gevangenen weigerden zichzelf te wassen en hun cel bevuilden met hun eigen ontlasting. Dit protest trok weinig aandacht, totdat Tomás Ó Fiaich, de Aartsbisschop van Armagh, de gevangenen eens bezocht en zijn beklag deed over de situatie daar.
In oktober 1980 volgde een eerste hongerstaking van zeven gevangenen. Er waren meer gevangenen die mee wilden doen, maar er werd gekozen voor zeven omdat dat ook het aantal mannen was dat The Proclamation had getekend tijden de Paasopstand. De groep bestond uit Brendan Hughes, Tommy McKearney, Raymond McCartney, Tom McFeeley, Sean McKenna, Leo Green, en John Nixon. Deze hongerstaking werd na 53 dagen beëindigd.

## De hongerstaking

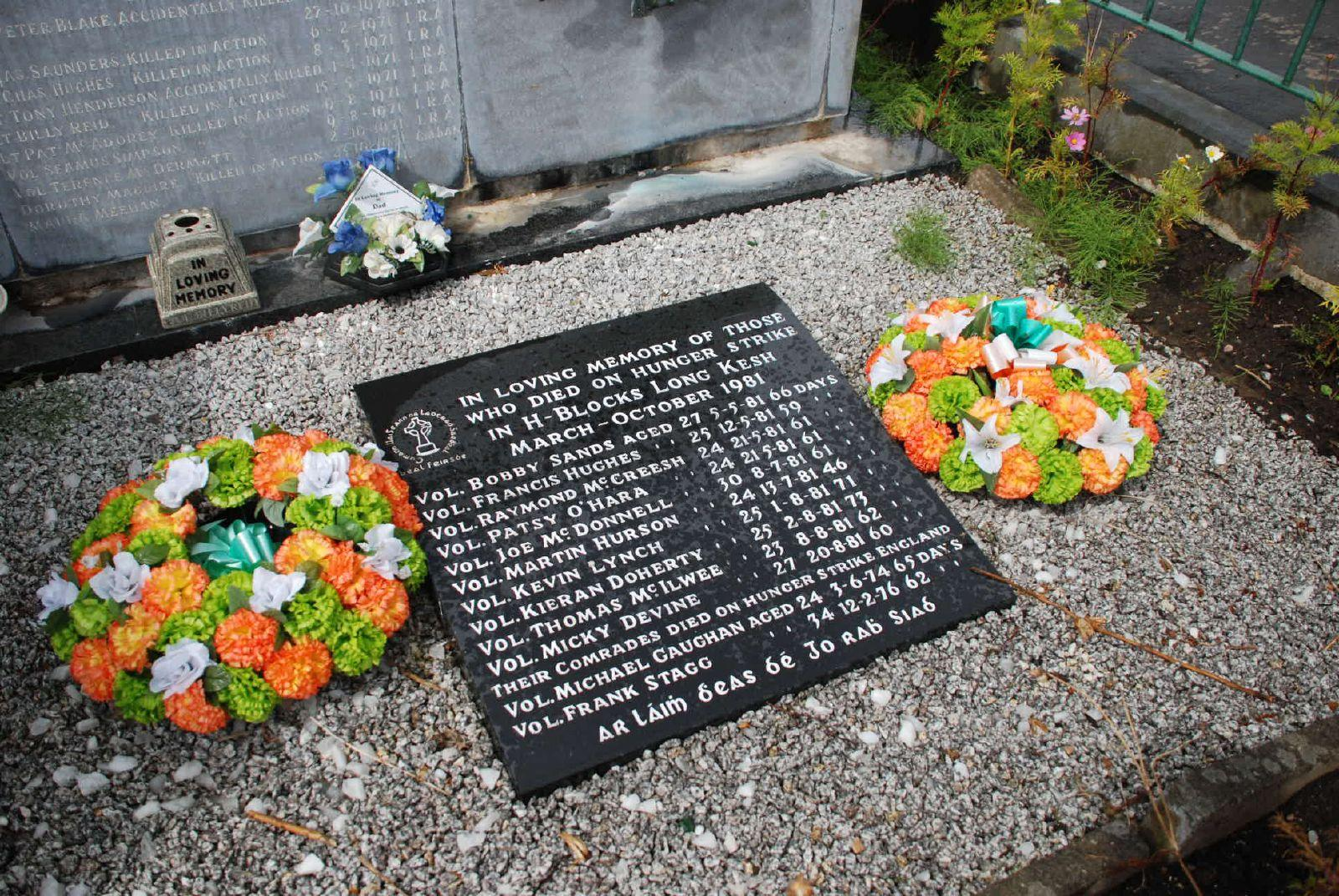
Monument ter herinnering aan de hongerstaking op het Milltown Cemetery, Belfast.

In januari 1981 werd duidelijk dat de eis van de gevangenen om hun speciale status terug te krijgen niet zouden worden ingewilligd door het parlement. Op 4 februari werd aangekondigd dat een nieuwe hongerstaking zou volgen.
De hongerstaking van 1981 begon officieel op 1 maart, toen Bobby Sands, een voormalig commandant van de IRA, eten weigerde. Anders dan bij de vorige hongerstaking kreeg hij niet direct bijval, maar voegden andere gevangenen zich in de loop der dagen een voor een bij hem. Op die manier hoopte men meer druk uit te oefenen op premier Margaret Thatcher. De republikeinse beweging deed moeite om de hongerstaking media-aandacht te geven. De zondag voordat Sands begon met zijn staking, protesteerden 3500 mensen in Belfast. 
Toen de hongerstaking vijf dagen bezig was, kwam Frank Maguire, parlementslid voor Fermanagh en South Tyrone, te overlijden. Hierdoor moest er een extra verkiezing worden gehouden om zijn opvolger aan te wijzen. Onder andere Harry West stelde zich kandidaat voor de positie, maar uiteindelijk werd Sands met 30.492 stemmen verkozen tot nieuw parlementslid. Daarmee werd hij officieel lid van het Lagerhuis, hoewel hij ook gevangene bleef. Sands' verkiezing gaf de hongerstakers hoop dat er een overeenkomst kon worden bereikt met de Britse regering, maar Thatcher hield voet bij stuk en bleef weigeren de gevangenen hun status terug te geven.
Sands' verkiezing zorgde wel voor wereldwijde aandacht voor de hongerstaking. Sands werd in zijn cel bezocht door onder andere Síle de Valera, kleindochter van Éamon de Valera, John Magee, persoonlijk secretaris van Paus Johannes Paulus II, en door afgevaardigden van het Europese comité van mensenrechten. Op 5 mei overleed Sands in de ziekenzaal van de gevangenis aan ondervoeding. Zijn dood leidde tot protesten in Noord-Ierland. Zijn begrafenis werd door 100.000 mensen bijgewoond.
In de twee weken na Sands' dood stierven nog drie hongerstakers: Francis Hughes op 12 mei (met protesten in Derry en Belfast tot gevolg), en Raymond McCreesh en Patsy O'Hara op 21 mei. Tomás Ó Fiaich bekritiseerde de wijze waarop de Britse overheid de hongerstaking aanpakte. Negen van de hongerstakers namen deel aan de Ierse verkiezingen van 1981. Van hen werd Kieran Doherty verkozen, samen met de niet stakende gevangene  Paddy Agnew. Ook partijen die de hongerstaking steunden wonnen zetels in de regering. Zo kreeg de Irish Independence Party 21 zetels. De Britse overheid voerde ondertussen haastig een wetsvoorstel door dat gevangenen verbood om deel te nemen aan verkiezingen.

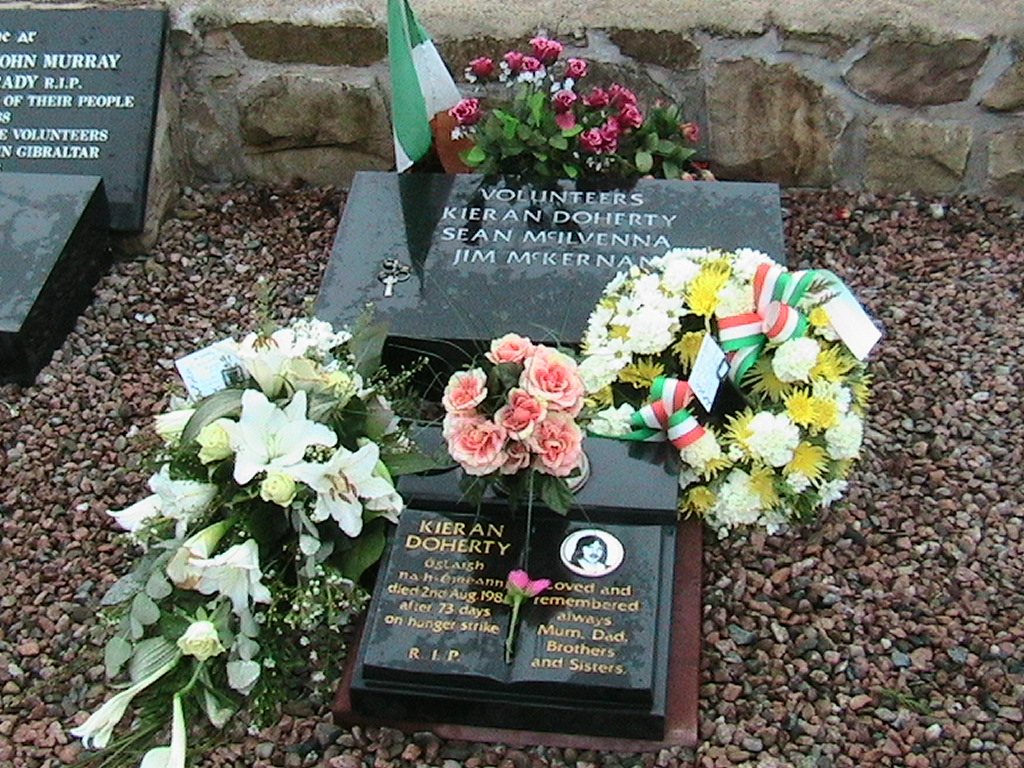
Monument voor hongerstaker Kieran Doherty.

Na de dood van Joe McDonnell en Martin Hurson kwamen de families van de hongerstakers op 28 juli bijeen op een bijeenkomst geleid door de katholieke priester Dennis Faul. Er werd afgesproken later die dag een ontmoeting te hebben met Gerry Adams. Faul probeerde druk uit te oefenen op Adams om de staking snel te beëindigen. Adams stemde toe de IRA te verzoeken haar leden opdracht te geven de hongerstaking te stoppen. De volgende dag bezocht Adams zes van de hongerstakers met een voorstel tot een schikking van de Britse overheid, maar zij wezen zijn aanbod af daar volgens hun het accepteren van een andere oplossing dan de door hen gestelde eis verraad zou zijn aan Bobby Sands.
Op 31 juli begon de hongerstaking af te lopen. Allereerst eiste de moeder van Paddy Quinn dat haar zoon medische verzorging zou krijgen. De dag erna stierf Kevin Lynch, gevolgd door Kieran Doherty op 2 augustus, Thomas McElwee op 8 augustus en Michael Devine op 20 augustus. Op de dag dat Devine stierf, werd Owen Carron verkozen tot parlementslid voor Fermanagh and South Tyrone. Op 6 september begon de familie van Laurence McKeown als vierde familie zich met de staking te bemoeien en medische verzorging te eisen. Een week later verving James Prior Humphrey Atkins als staatssecretaris van Noord-Ierland, en hij bezocht de gevangenen om de staking te proberen te beëindigen. 
Op 26 september stopte Liam McCloskey met zijn hongerstaking. Op 3 oktober om 3:15 werd de hongerstaking officieel stopgezet. Drie dagen later werd een van de eisen van de gevangenen ingewilligd: het recht om hun eigen kleding te mogen dragen.

## Deelnemers

### Overleden
| Naam             | Paramilitaire betrokkenheid | Begin staking | Sterfdatum  | Duur staking | Reden voor opsluiting                                             |
| ---------------- | --------------------------- | ------------- | ----------- | ------------ | ----------------------------------------------------------------- |
| Bobby Sands      | IRA                         | 1 maart       | 5 mei       | 66 dagen     | Vuurwapenbezit                                                    |
| Francis Hughes   | IRA                         | 15 maart      | 12 mei      | 59 dagen     | Meerdere incidenten, waaronder doden van een soldaat.             |
| Raymond McCreesh | IRA                         | 22 maart      | 21 mei      | 61 dagen     | Poging tot moord, vuurwapenbezit, lidmaatschap IRA                |
| Patsy O'Hara     | INLA                        | 22 maart      | 21 mei      | 61 dagen     | Bezit van handgranaat                                             |
| Joe McDonnell    | IRA                         | 8 mei         | 8 juli      | 61 dagen     | Vuurwapenbezit                                                    |
| Martin Hurson    | IRA                         | 28 mei        | 13 juli     | 46 dagen     | Poging tot moord, betrokkenheid bij bomaanslag, lidmaatschap IRA. |
| Kevin Lynch      | INLA                        | 23 mei        | 1 augustus  | 71 dagen     | Diefstal van vuurwapens, deelname aan schietpartij.               |
| Kieran Doherty   | IRA                         | 22 mei        | 2 augustus  | 73 dagen     | Vuurwapenbezit , kaping                                           |
| Thomas McElwee   | IRA                         | 8 juni        | 8 augustus  | 62 dagen     | Doodslag                                                          |
| Michael Devine   | INLA                        | 22 juni       | 20 augustus | 60 dagen     | Diefstal en vuurwapenbezit                                        |

Het originele pathologieraport voor de omgekomen hongerstakers gaf “zelf veroorzaakte uithongering” als doodsoorzaak. Dit werd later aangepast naar “uithongering” na protesten van nabestaanden.

### Overlevenden
De overlevenden van de hongerstaking moesten hun hongerstaking vaak opgeven om medische redenen, of onder druk van hun familie. Veel van hen hielden in de jaren erna last van verminderd gezichtsvermogen, fysieke en neurologische aandoeningen, en problemen met spijsvertering als gevolg van de lange hongerstaking.
| Naam               | Paramilitaire betrokkenheid | Begin staking | Einde staking | Lengte staking | Reden om te stoppen                                            |
| ------------------ | --------------------------- | ------------- | ------------- | -------------- | -------------------------------------------------------------- |
| Brendan McLaughlin | IRA                         | 14 mei        | 26 mei        | 13 dagen       | Leed aan een geperforeerde zweer en interne bloedingen.        |
| Paddy Quinn        | IRA                         | 15 juni       | 31 juli       | 47 dagen       | Interventie van familie                                        |
| Laurence McKeown   | IRA                         | 29 juni       | 6 september   | 70 dagen       | Interventie van familie                                        |
| Pat McGeown        | IRA                         | 9 juli        | 20 augustus   | 42 dagen       | Interventie van familie                                        |
| Matt Devlin        | IRA                         | 14 juli       | 4 september   | 52 dagen       | Interventie van familie                                        |
| Liam McCloskey     | INLA                        | 3 augustus    | 26 september  | 55 dagen       | Familie dreigde in te grijpen zodra hij het bewustzijn verloor |
| Patrick Sheehan    | IRA                         | 10 augustus   | 3 oktober     | 55 dagen       | Einde hongerstaking                                            |
| Jackie McMullan    | IRA                         | 17 augustus   | 3 oktober     | 48 dagen       | Einde hongerstaking                                            |
| Bernard Fox        | IRA                         | 24 augustus   | 24 september  | 32 dagen       | Nieraandoening                                                 |
| Hugh Carville      | IRA                         | 31 augustus   | 3 oktober     | 34 dagen       | Einde hongerstaking                                            |
| John Pickering     | IRA                         | 7 september   | 3 oktober     | 27 dagen       | Einde hongerstaking                                            |
| Gerard Hodgkins    | IRA                         | 14 september  | 3 oktober     | 20 dagen       | Einde hongerstaking                                            |
| James Devine       | IRA                         | 21 september  | 3 oktober     | 13 dagen       | Einde hongerstaking                                            |

## Gevolgen
De Britse pers noemde de uitkomst van de hongerstaking een overwinning voor Thatcher. The Guardian vermeldde dat de overheid de hongerstaking te boven was gekomen door vasthoudendheid zich niet te laten imponeren. De hongerstaking kan echter worden opgevat als een pyrrusoverwinning voor Thatcher en de overheid. Zo werd Thatcher na de hongerstaking gedemoniseerd door de republikeinen. Internationaal kreeg de Britse regering veel kritiek over hoe ze met de hongerstaking was omgegaan, en de relaties tussen de Ierse en Britse overheden liep een grote deuk op.
Net als bij Bloody Sunday in 1972 nam het aantal aanmeldingen voor de IRA fors toe na de hongerstaking, en laaide het geweld in Noord-Ierland weer op. In de dagen direct na de staking kwamen zeven mensen om bij ongeregeldheden, en in de acht jaren na de staking nog eens vier. De IRA had ook tijdens de staking haar gewapende campagne voortgezet. Hierbij werden 13 politieagenten, 13 soldaten en vijf burgers gedood. Daarmee was dit een van de bloedigste periodes van the Troubles. In 1984 probeerde de IRA wraak te nemen op Thatcher met de bomaanslag in Brighton.
De hongerstaking maakte dat Sinn Féin zich verkiesbaar ging stellen. Volgens Gerry Adams had Sandy’s verkiezing ertoe bijgedragen dat men inzag dat de IRA wel degelijk steun had onder de bevolking.
De exacte rol van Adams bij de staking werd in 2005 in twijfel getrokken door voormalig gevangene Richard O'Rawe. In zijn boek Blanketmen beweerde hij dat Adams de staking juist zo lang mogelijk liet doorgaan omdat deze Sinn Féin goed uitkwam. Deze bewering werd tegengesproken door verschillende hongerstakers en Brendan McFarlane.
In veel steden en dorpen in Ierland zijn monumenten en andere herdenkingsplaatsen voor de hongerstaking te vinden, waaronder in Belfast, Dublin, Derry, Crossmaglen en Camlough. Ook vinden er jaarlijks herdenkingen plaats voor de omgekomen stakers.